# Калмакколь
Калмакколь (каз. Қалмақкөл) — село в Жаксынском районе Акмолинской области Казахстана. Входит в состав Калининского сельского округа. Код КАТО — 115251400.

## Население
В 1999 году население села составляло 288 человек (151 мужчина и 137 женщин). По данным переписи 2009 года, в селе проживало 125 человек (66 мужчин и 59 женщин).